# Masayuki Ochiai (futbolista)
Masayuki Ochiai (落合 正幸 Ochiai Masayuki?, nacido el 11 de julio de 1981 en Kumamoto) es un exfutbolista japonés. Jugaba de defensa y su último club fue el Tochigi SC de Japón.

## Trayectoria

### Clubes
| Club              | País  | Año         |
| ----------------- | ----- | ----------- |
| Kashiwa Reysol    | Japón | 2000 - 2006 |
| Sagan Tosu        | Japón | 2004 - 2005 |
| Kawasaki Frontale | Japón | 2007        |
| Tochigi SC        | Japón | 2008 - 2011 |

## Estadística de carrera

### J. League
| Club              | Año   | Liga  | Liga  | Copa J. League | Copa J. League | Total | Total |
| Club              | Año   | Part. | Goles | Part.          | Goles          | Part. | Goles |
| ----------------- | ----- | ----- | ----- | -------------- | -------------- | ----- | ----- |
| Kashiwa Reysol    | 2000  | 0     | 0     | 0              | 0              | 0     | 0     |
| Kashiwa Reysol    | 2001  | 0     | 0     | 0              | 0              | 0     | 0     |
| Kashiwa Reysol    | 2002  | 1     | 0     | 0              | 0              | 1     | 0     |
| Kashiwa Reysol    | 2003  | 9     | 0     | 1              | 0              | 10    | 0     |
| Kashiwa Reysol    | 2004  | 2     | 0     | 0              | 0              | 2     | 0     |
| Sagan Tosu        | 2004  | 12    | 0     | -              | -              | 12    | 0     |
| Sagan Tosu        | 2005  | 11    | 0     | -              | -              | 11    | 0     |
| Kashiwa Reysol    | 2006  | 13    | 0     | -              | -              | 13    | 0     |
| Kawasaki Frontale | 2007  | 9     | 0     | 2              | 0              | 11    | 0     |
| Tochigi SC        | 2009  | 33    | 0     | -              | -              | 33    | 0     |
| Tochigi SC        | 2010  | 5     | 0     | -              | -              | 5     | 0     |
| Tochigi SC        | 2011  | 10    | 0     | -              | -              | 10    | 0     |
| Total             | Total | 105   | 0     | 3              | 0              | 108   | 0     |